# 1147

## Události
- Almohadé dobyli Marrákeš a učinili tak konec vlády Almorávidů v Maroku
- Portugalci dobyli Lisabon
- ve Würzburgu Židé obviněni z ukřižování křesťanského dítěte
- pravděpodobně založen cisterciácký klášter Maulbronn
- první písemná zmínka o Moskvě

## Narození
- 9. května – Joritomo Minamoto, zakladatel Kamakurského šógunátu († 9. února 1199)
- 30. září – Kuang-cung, čínský císař říše Sung († 17. září 1200)
- ? – Haakon II., norský král († 7. července 1162)
- ? – Štěpán III. Uherský, uherský král († 4. března 1172)

## Úmrtí
- 4. dubna – Fridrich II. Švábský zvaný Jednooký, švábský vévoda (* 1090)
- 16. listopadu – Bernard z Trixenu, hrabě z Trixenu a Mariboru, účastník druhé křížové výpravy (* ?)

## Hlavy států
- České knížectví – Vladislav II.
- Svatá říše římská – Konrád III.
- Papež – Evžen III.
- Anglické království – Štěpán III. z Blois
- Francouzské království – Ludvík VII.
- Polské knížectví – Boleslav IV. Kadeřavý
- Uherské království – Gejza II.
- Kastilské království – Alfonso VII. Císař
- Rakouské markrabství – Jindřich II. Jasomirgott
- Byzantská říše – Manuel I. Komnenos